# Дамата с рентгеновите очи
„Дамата с рентгеновите очи“ е разказ в жанра фантастика, написан през 1934 година от Светослав Минков. За пръв път разказът е публикуван в Германия във вестник „Прожектор“.
В „Дамата с рентгеновите очи“ е използвана дневникова форма на разказване. В този разказ Мими Тромпеева и Чезарио Галфоне са главните герои.
Семантика на имената на главните герои:
- Мими Тромпеева – Мими е на галено от Мария, а Тромпеева произлиза от френския глагол „(se) tromper“, което означава лъжа (се), мамя (се). Мими Тромпеева = Мими лъжкинята (измамницата)
- Чезарио Галфоне – Чезарио произлиза от Цезар, който е бил владетел, а Галфоне произлиза от галфон, което означава глупак. Чезарио Галфоне = Властелин на глупаци. Той е галантен, има „глицеринен“ език и умее да ухажва.

Мими Тромпеева отива в „Козметикум Амулет“ заради кривогледството си. Там Чезарио Галфоне я дарява с дарбата да вижда хората „отвътре“, но тя не се възползва от нея. Макар и да може да избере за съпруг мъж с мозък, тя избира този, който е с хубаво тяло, с хубав външен вид и богат, който няма грам мозък, а всъщност и самата тя е такава. От този разказ можете да си извадите много поуки. Например, че не трябва да гледаме у хората само външния вид, защото той може да се промени с времето, а вътрешната красота, защото тя не се променя.